# Tân Khánh Trung
Tân Khánh Trung là một xã thuộc tỉnh Đồng Tháp, Việt Nam.

## Địa lý
Xã Tân Khánh Trung có vị trí địa lý:
- Phía đông giáp phường Sa Đéc.
- Phía đông nam giáp xã Tân Dương.
- Phía tây giáp xã Mỹ An Hưng và xã Lấp Vò.
- Phía nam giáp xã Hòa Long.
- Phía bắc giáp phường Cao Lãnh và xã Mỹ Thọ, ranh giới là sông Tiền.

Xã Tân Khánh Trung có diện tích tự nhiên 60,13 km², dân số năm 2025 là 46.858 người, mật độ dân số đạt 779 người/km².

## Lịch sử
Quyết định 77-HĐBT ngày 27 tháng 06 năm 1989, hợp nhất từ xã Tân An Trung và xã Tân Khánh Tây thành xã Tân Khánh Trung thuộc huyện Thạnh Hưng.
Nghị định 81-CP ngày 06 tháng 12 năm 1996, xã Tân Khánh Trung thuộc huyện Lấp Vò.
Ngày 16 tháng 6 năm 2025, Ủy ban Thường vụ Quốc hội Việt Nam ban hành Nghị quyết 1663/NQ-UBTVQH15 về việc sắp xếp các đơn vị hành chính cấp xã của tỉnh Đồng Tháp. Theo đó, hợp nhất 4 xã: Long Hưng A, Long Hưng B và Tân Khánh Trung để thành lập xã mới lấy tên là Tân Khánh Trung. Nghị quyết có hiệu lực từ ngày 1 tháng 7 năm 2025.

## Giao thông
Xã bao gồm các tuyến đường chính: Tỉnh lộ 848, Tỉnh lộ 852, DH69, DH70, DH70B.